# Arthur von Manteuffel (Politiker)
Arthur von Manteuffel (* 6. September 1815 in Redel; † 20. Mai 1893 ebenda) war ein preußischer Rittergutsbesitzer und Politiker.

## Leben
Er stammte aus der pommerschen uradligen Familie Manteuffel und war ein Sohn des Friedrich von Manteuffel (1781–1820) und dessen Ehefrau Wilhelmine, geborene Gräfin von Küssow († 1864).
Arthur von Manteuffel war Besitzer der Güter Redel, Zuchen, Groß und Klein Wardin im Kreis Belgard. In der preußischen Armee erreichte er den Dienstgrad eines Majors. Im Jahre 1868 wurde Manteuffel auf Präsentation des alten und des befestigten Grundbesitzes im Landschaftsbezirk Herzogtum Kassuben Mitglied des Preußischen Herrenhauses, dem er bis zu seinem Tod im Jahre 1893 angehörte.
1873 wurde er zum Ehrenritter des Johanniterordens ernannt.
Ab 1841 war er mit Adelaide von Dossow-Batow (* 1817 in Commercy Frankreich; † 1866 in Redel), Tochter der Wilhelmine von dem Knesebeck und des Offiziers Gustav von Dossow, verheiratet. Das Paar hatte sieben Kinder. Einer seiner Söhne war der spätere Generalleutnant Arthur von Manteuffel (1850–1918), welcher 1885 ad personam den Freiherrentitel tragen durfte. Eine Tochter war die Schriftstellerin Else von Manteuffel. Der älteste Sohn Richard von Manteuffel, verheiratet mit Bertha von Gundlach-Mollenstorf, starb an den Kriegsfolgen als Leutnant 1870.